# Флаксис, Анджс
Анджс Флаксис (латыш. Andžs Flaksis, род. 18 марта 1991, Приекуле, Лиепайский район) — латвийский шоссейный велогонщик.

## Карьера
Среди андеров (категории U23) стал многократным чемпионом Латвии в групповой и индивидуальной гонках в категории. На чемпионат Европы 2012 года завоевал серебряную медаль в групповой гонке, уступив только Яну Тратнику.
В 2015 году в составе Hincapie Racing Team в апреле стал чемпионом США в командной гонке, а в сентябре принял участие в чемпионате мира в командной гонке.
Призёр чемпионата Латвии в групповой и индивидуальной гонках среди элиты.

## Семья
У Анджса три брата и сестра. Старшие братья Томс и Мартиньш занимались велоспортом, а младший Рейнис играет в футбол на профессиональном уровне.

## Достижения
2010
2-й на Чемпионат Латвии — индивидуальная гонка U23
2011
 Чемпион Латвии — индивидуальная гонка U23
Скандинавская гонка Уппсалы
3-й на Тур Фландрии U23
3-й на Гран-при Юрмалы
2012
 Чемпион Латвии — групповая гонка U23
 Чемпион Латвии — индивидуальная гонка U23
Гран-при Риги
2-й на Чемпионат Латвии — групповая гонка
 Чемпионат Европы — групповая гонка U23
3-й на Чемпионат Латвии — индивидуальная гонка
3-й на Многодневная гонка Солнечной долины
2013
 Чемпион Латвии — индивидуальная гонка U23
2-й на Чемпионат Латвии — групповая гонка U23
5-й на Чемпионат Европы — индивидуальная гонка U23
2014
3-й на Чемпионат Латвии — индивидуальная гонка
2015
 Чемпион США — командная гонка
2016
3-й на Рединг 120
2017
Тур Боса
2018
3-й на Чемпионат Латвии — групповая гонка
2019
1-й и 2-й этапы на Oklahoma City Classic
3-й на Чемпионат Латвии — групповая гонка
2020
4-й этар на XSports Kauss Cup

## Рейтинги
| Год                  | 2010  | 2011  | 2012 | 2013  | 2014  | 2015  | 2016   | 2017   | 2018  | 2019   | 2020  | 2021  | 2022  | 2023   |
| -------------------- | ----- | ----- | ---- | ----- | ----- | ----- | ------ | ------ | ----- | ------ | ----- | ----- | ----- | ------ |
| Мировой рейтинг UCI  |       |       |      |       |       |       | 1110-й | 1213-й | 856-й | 1083-й | 930-й | 652-й | 712-й | 1135-й |
| Европейский тур UCI  | 756-й | 188-й | 93-й | 640-й | 652-й | -     | -      | -      | 517-й | 771-й  | 733-й | 521-й | 547-й | -      |
| Американский тур UCI | -     | -     | -    | -     | -     | 489-й | 116-й  | 93-й   | -     |        |       |       |       |        |
|                      |       |       |      |       |       |       |        |        |       |        |       |       |       |        |
| Источник: UCI        |       |       |      |       |       |       |        |        |       |        |       |       |       |        |